# Камерия
Камерия (лат. Cameria, Camerium) — древний город в Италии, в Лациуме, в долине Анио, до основания Рима — колония Альба-Лонги. Был покорён Ромулом. Восстал против римской власти после смерти Анка Марция, но был вновь покорён Тарквинием Приском. После изгнания из Рима Тарквиния Гордого примкнул к царской партии, которую возглавил зять последнего Октавий Мамилий. За это город был взят и разрушен в 502 году до н. э. римлянами во главе с консулом Опитером Вергинием Трикостом.